# French Stewart
Milton French Stewart (Albuquerque, Nuevo México, 20 de febrero de 1964), más conocido como French Stewart, es un actor estadounidense. Conocido por interpretar a Harry Solomon en la popular comedia 3rd Rock from the Sun.

## Primeros años
Stewart, nacido Milton French Stewart, en Albuquerque, Nuevo México, asistió a la escuela Del Norte High School. Su madre era ama de casa, y su padrastro era un técnico de microfilm.

## Carrera
Stewart estudió en la American Academy of Dramatic Arts y realizó una gira en el teatro regional durante siete años antes de irrumpir en la televisión con el papel de Razor Dee, un DJ espaciado en la última temporada de la serie The New WKRP en Cincinnati en 1992. En 1996, fue estrenada la comedia 3rd Rock from the Sun, que se prolongó durante seis temporadas. En el programa, Stewart se destacó por su talento para la comedia física y su característica principal de "entrecerrar los ojos". Durante el apogeo y la popularidad de 3rd Rock from the Sun, Stewart apareció en numerosos anuncios publicitarios y como portavoz de la bebida de Clamato.
Los principales créditos cinematográficos de Stewart incluyen su debut en el cine en Stargate (1994) como el teniente Ferretti, seguido por Leaving Las Vegas (1995), The Poison Tasters (1995), Magic Island (1995), Glory Daze (1996), McHale's Navy (1997), Love Stinks! (1999), Clockstoppers (2002) como Earl Doppler y Wedding Daze como Nathan Bennett IV. Los créditos animados son la voz de Bob en la serie animada de corta duración God, the Devil and Bob (2000), y la serie animada de Disney Hércules (1998) como Ícaro. Desde el final de 3rd Rock from the Sun en 2001, Stewart ha aparecido en varios papeles menores, principalmente en comedias de situación como Just Shoot Me!, Becker, The Drew Carey Show, Less Than Perfect y That '70s Show (de los mismos creadores como tercera de 3rd Rock from the Sun). También protagonizó el BM espectáculo Charmed como un genio al final de la temporada 2. Ha protagonizado películas de comedia, con un papel importante en el directo a video películas Solo en casa 4 (2002) y el Inspector Gadget 2 (2003). También apareció como estrella invitada en la serie de televisión, Phineas y Ferb, en el episodio "Run Away Runway" como el diseñador de moda, Gaston Le Mode (2008).

## Filmografía
- Mom
- Gravity Falls
- The Middle
- Psych (2012)
- Community (2012)
- Christopher George Gardner: A Life In Drinking The Knoxville Years
- Allen Gregory (2011)
- Convincing Clooney
- Los Muppets (2011)
- Un chihuahua de Beverly Hills 2 (2011)
- Stargate Universe as Dr. Andrew Covel
- Pound Puppies (2011) as
- The Penguins of Madagascar (2010)
- Days of Our Lives
- Private Practice
- Zeke and Luther (2010)
- Rain from Stars (2010)
- The Assignment  (2010)
- Convincing Clooney (2010)
- The Horrible Terrible Misadventures of David Atkins
- Castle
- Opposite Day (2009)
- Give 'em Hell, Malone (2009)
- Imagination Movers
- Phineas and Ferb
- Pushing Daisies
- Dog Gone
- Cavemen
- Surveillance
- Happy Campers
- The Closer
- The Flock
- Bones
- If I Had Known I Was a Genius
- Pandemic (2007)
- Subs (2007)
- Two Dreadful Children
- Pepper Dennis
- My Name Is...
- Duck (2005)
- The Entertainment Weekly Guide: Guilty Pleasures
- The New Partridge Family
- Wedding Daze (2004)
- Less Than Perfect
- Inspector Gadget 2 (2003)
- Clockstoppers (2002)
- Becker: Papa Does Preach (Season 5 Episode 7)
- Home Alone: Taking Back The House (2002)
- '"God, the Devil, and Bob (2000)
- Charmed "Be Careful what You Witch for"  (2000)
- Love Stinks (1999)
- CinderElmo (Human Form) (1999)
- Bartok el Magnífico (1999)
- Hercules: The Animated Series (1998)
- McHale's Navy  (1997)
- 3rd Rock from the Sun (1996-2001)
- Magic Island(1995)
- Stargate (1994)